# .bb
.bb је највиши Интернет домен државних кодова (ccTLD) за Барбадос. Администриран је од стране Cable & Wireless (Barbados) Limited.
Такође доступан као:
- .bb
- .com.bb
- .edu.bb
- .gov.bb
- .net.bb
- .org.bb